# 园洲镇
园洲镇，是中华人民共和国广东省惠州市博罗县下辖的一个乡镇级行政单位。

## 行政区划
园洲镇下辖以下地区：
园洲社区、九潭社区、马嘶村、田头村、桔龙村、廖尾村、禾山村、土瓜圩村、深沥村、沙头村、阵村、上南村、刘屋村、下南村、江头村、白耀前村、高头村、李屋村、寮仔村、白马围村、上村、水口村、凤山村、义合村、马石岗村、佛岭村、沥东村、沥西村和新村。

## 著名人物
- 黃日華，籍貫園洲鎮佛嶺村，香港著名男演員。
- 徐杰，籍贯园洲镇九潭村（今九潭社区），广东宏远篮球俱乐部球员